# La corza blanca
La corza blanca es un cuento de Gustavo Adolfo Bécquer.

## Descripción
El cuento, que data de 1863 y que presenta un narrador omnisciente, según Krappe se trataría de una «variante literaria» del relato de La Biche blanche, de origen francés.
En este relato Gustavo Adolfo Bécquer contrapone lo extraordinario a lo racional. La luna es el elemento que induce las trasformaciones, pasando de lo real a lo maravilloso, mientras que saeta de la ballesta es el símbolo destransformador que recupera las apariencias convencionales. La falta de entendimiento de Garcés para comprender el encantamiento se castiga con la muerte de su amada al mismo tiempo que se castiga la frivolidad y la burla de Constanza.

## Sinopsis
El relato se divide en dos partes:
1. En la primera parte se cuenta como don Dionís va de caza acompañado de su hija, Constanza y sus monteros. Al llegar el mediodía se paran a descansar al lado de un riachuelo y mientras cuentan historias aparece un joven llamado Esteban con un ganado de corderos. Sabedor de las peripecias del mozo un montero insta al joven a que le cuente una historia a don Dionís, y Constanza presta especial atención a esta historia. Esteban les cuenta que estando en la iglesia hablando con unos peones que labran la tierra se enteró de que habían encontrado el rastro de una manada en un lugar donde Esteban hacía tiempo que no veía ningún animal como consecuencia de la caza. Esa misma noche Esteban acudió a ese lugar para ver a los ciervos, pero solo logró escuchar sus bramidos y al llegar el día descubrió sus huellas en el suelo junto a unas huellas humanas que compara, en tamaño, con los pies de Constanza. Esteban decidió quedarse todo el día escondido en un lugar en el que dónde previó que iban a pasar los ciervos, pero al llegar la medianoche se quedó dormido. Al despertar escuchó gritos, cantares y carcajadas, y de repente alguien detrás de él le habló. Al darse la vuelta vio a una corza blanca que guiaba a una tropa de corzas de color natural que no bramaban sino que reían a carcajadas. El caballero, su hija y los monteros se rieron de la historia que había contado el mozo, después de que se marchara los demás continuaron con la caza.
2. En la segunda parte toma protagonismo Garcés, uno de los monteros de don Dionís que siempre se había ocupado de adivinar y satisfacer los deseos de Constanza. En esas atenciones hacia la muchacha unos veían adulación mientras que otros intuían un posible amor disimulado. Garcés no se creyó que la corza blanca hablara pero si pensó que podría existir en cuyo caso la capturaría para su amada señora. A la hora de cenar le comunicó a los presentes su intención y éstos, incluidos Constanza y su padre, se rieron a carcajadas de la credulidad del joven montero. A pesar de las burlas el joven cogió una ballesta y se fue a buscar a la corza. Una vez en el monte se escondió entre unos arbustos y se quedó dormido. Cuando despertó escucho varias voces cantando una canción, al rato vio a las corzas lideradas por la corza blanca. Buscó un lugar desde el cual apuntar y cuando las corzas llegaron a la altura del río apuntó con su ballesta a la luz de la luna, pero no vio corzas sino un montón de mujeres bañándose en el agua, caminando por el soto y tendidas en los árboles. Entre aquellas mujeres le pareció ver a Constanza, como no quería creerse lo que sus sentidos le mostraban decidió acabar con el encantamiento y de un salto apareció en la orilla del río, la diabólica transformación se rompió apareciendo ante él un tropel de corzas que comenzaron a correr. En la huida la corza blanca se enredó en una madreselva y a punto estaba de herirla el montero cuando ésta le habló y Garcés espantado por la idea de poder matar a su amada dejó caer su arma. El animal aprovechó este momento para escaparse mientras se reía. Entonces Garcés pensó que todo ese encantamiento era producto del diablo, salió de su ensimismamiento y disparó hacia el soto por donde había escapado la corza. Al momento se oyó un alarido, Garcés sin poder creerlo se adentró en aquel soto y descubrió a su amada, ensangrentada, muriéndo en el monte.

## Personajes
- Dionís: Es un caballero retirado que dedica la mayor parte de su tiempo al ejercicio de la caza.

- Esteban: Es un joven muchacho, fornido, de cabeza pequeña y ojos azules, mirada torpe, nariz roma y labios gruesos y entreabiertos. De moral simple pero al mismo tiempo suspicaz y malicioso.

- Constanza: Es hija de don Dionís pero no se sabe quién es su madre. Su belleza extraordinaria y su blancura han hecho que se gane el sobrenombre de Azucena del Moncayo. Contrastan sus cejas y sus ojos oscuros en contraposición a su pelo rubio. Su carácter es contradictorio: retraído y melancólico al  mismo tiempo que bullicioso y alegre.

- Garcés: Es uno de los monteros, hijo de un antiguo servidor de la familia. Está acostumbrado desde pequeño a atender a la hija de su señor y es más que probable que tenga sentimientos hacia ella.